# کوین هنکس
کوین هنکس (انگلیسی: Kevin Henkes؛ زادهٔ ۲۷ نوامبر ۱۹۶۰) نویسنده و تصویرگر آمریکایی کتاب‌های کودکان است. به‌عنوان یک تصویرگر، او برنده مدال کالدکات برای اولین ماه کامل بچه گربه (۲۰۰۴) شد. دو تا از کتاب‌های او کتاب‌های افتخاری مدال نیوبری، اقیانوس زیتون در سال ۲۰۰۴ و سال بیلی میلر در سال ۲۰۱۴ بودند. کتاب مصور او به نام انتظار هم به‌عنوان کتاب افتخار کالدکات در سال ۲۰۱۶ و هم یک کتاب افتخار گیسل نامگذاری شد. این تنها دومین باری بود که هر نویسنده‌ای چنین ترکیبی از جوایز را به دست می‌آورد.